# 武田キヨ

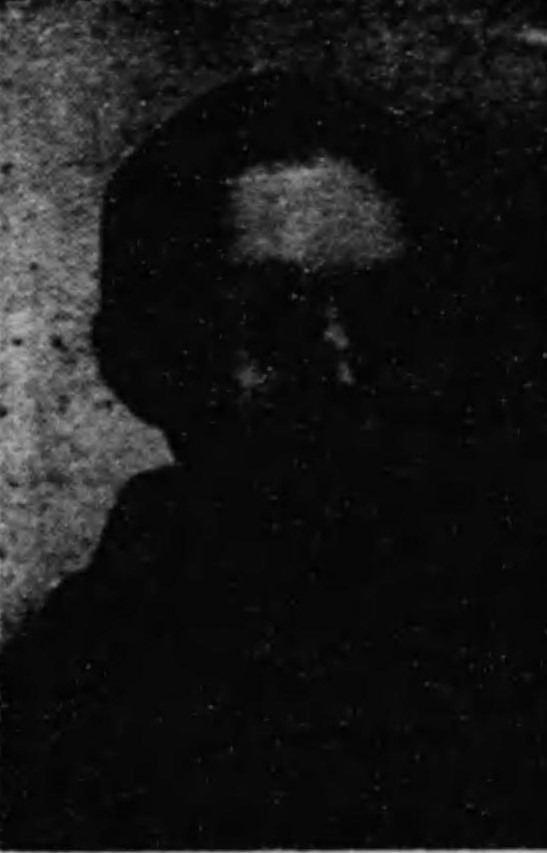
武田キヨ

武田 キヨ（たけだ キヨ、1896年9月21日 - 1954年3月14日）は、日本の政治家、衆議院議員（2期）。

## 来歴
滋賀県滋賀郡膳所町（現大津市）生まれ。のち父の転勤で山口県に移り、山口女学校に通う。その後1919年に東京女子高等師範学校文科を卒業する。卒業後は広島県立呉高等女学校、旧制呉港中学校、呉商業学校各教諭や大正学園理事、東京八雲女学校長などを歴任、婦選獲得同盟中国支部長も務めた。1946年の第22回衆議院議員総選挙に広島県から日本自由党公認で立候補して当選する。翌年の第23回衆議院議員総選挙でも再選。その直後に民主党に移籍した。1949年の第24回衆議院議員総選挙で落選した。1954年に脳溢血で死去した。